# عبدالرحیم خرمزی
عبدالرحیم خرمزی یکی از بازیکنان فوتبال ایران است. این بازیکن در طول در دوران حضورش، در تیم‌های مختلفی من‌جمله شهرداری بندرعباس مشارکت داشته‌است.
وی سرمربی تیم‌هایی همانند پارس جم،ایران جوان بوشهر، شهرداری بندرعباس و الوند همدان را در کارنامه دارد.